# تام بین (تگزاس)
تام بین، تگزاس(به انگلیسی: Tom Bean, Texas) شهری در ایالت تگزاس از ایالات جنوبی ایالات متحده آمریکا است. در سرشماری سال ۲۰۰۰، جمعیت این شهر ۹۴۱ نفر اعلام شد.